# Isaac Stevens
Pour les articles homonymes, voir Stevens.
Isaac Ingalls Stevens (25 mars 1818 ; 1er septembre 1862) fut le premier gouverneur du territoire de Washington, un membre du Congrès américain et un général de l'armée de l'Union durant la guerre de Sécession. Il meurt sur le champ de bataille lors de la bataille de Chantilly.

## Biographie

### Avant la guerre

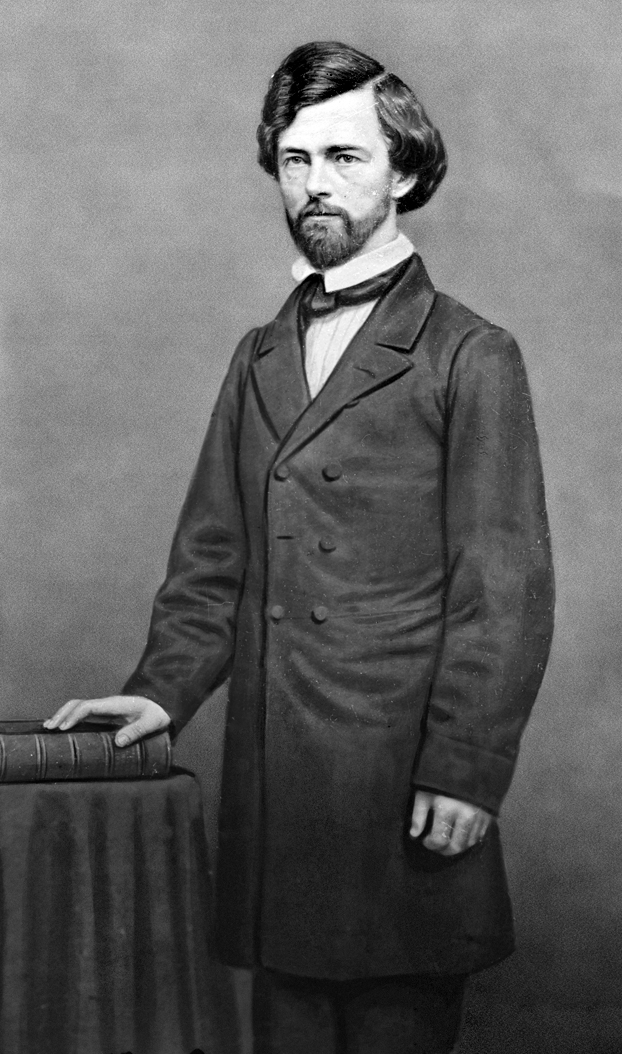
Isaac Stevens

Stevens naît le 25 mars 1818 dans le Massachusetts. Il se forme à l'Académie militaire de West Point durant la fin des années 1830 et il obtient son diplôme en 1839. Il rejoint alors plusieurs années l'Army Corps of Engineers.
Durant la guerre américano-mexicaine, il est adjudant dans le corps des ingénieurs. Il participe au siège de Veracruz et aux batailles de Cerro Gordo, Contreras et Churubusco. Il est alors récompensé et promu au grade de capitaine. Il sera encore cité et récompensé pour son courage lors de la bataille de Chapultepec en devenant major. Il participe ensuite à la bataille de Molino del Rey et de Mexico où il sera sévèrement blessé. Il écrira par la suite l'ouvrage Campaigns of the Rio Grande and Mexico, with Notices of the Recent Work of Major Ripley (New York, 1851).
Fervent défenseur de la candidature de Franklin Pierce à la présidence des États-Unis en 1852, il sera récompensé par ce dernier le 2 mars 1853 en étant nommé gouverneur du territoire de Washington. Lors de son voyage vers l'Ouest et grâce à son expérience dans l'ingénierie, il participe à la détermination d'un tracé d'une ligne de chemin de fer qui devait rejoindre l'Ouest et l'Est de l'Amérique du Nord. C'est en novembre 1853 qu'il arrive à Olympia où il doit diriger le territoire. Stevens, à la suite de son voyage, rédige son troisième ouvrage Report of Explorations for a Route for the Pacific Railroad near the 47(th) and 49(th) Parallels of North Latitude, from St. Paul, Minnesota, to Puget Sound (Congrès des États-Unis, 2 vols., Washington, 1855-60).
Sa façon de gouverner le territoire est très controversée à l'époque mais aussi rétrospectivement notamment dans les rapports parfois apaisants et parfois intimidants qu'il avait à l'encontre des populations amérindiennes locales. C'est lui qui obligera les Amérindiens de la région à signer des traités confisquant leurs terres et en ne leur laissant que quelques réserves où vivre. Parmi ces traités se trouvent ceux de Medicine Creek, Hellgate, Neah Bay, Point Elliott, Point No Point et Quinault. Il n'hésitera pas à réprimer violemment les actes de résistances des Amérindiens notamment durant sa campagne contre la tribu des Yakamas. Il fera exécuter le chef amérindien Leschi de la tribu Nisqually en invoquant que celui-ci est à l'origine de la mort de plusieurs de ses soldats alors que ces derniers étaient morts dans un combat ouvert. En 1856, après qu'une cour de justice désapprouve son ordre de déplacement forcé de natifs, Stevens fait arrêter les juges et déclare la loi martiale au comté de Pierce. Un juge fédéral le condamne à une amende de 50 $ pour outrage au tribunal. En réaction, Stevens se gracie lui-même, une décision quasiment unique dans le pays. De nombreux citoyens influents de la région prièrent même le président Pierce de destituer Stevens de son poste à cause de ses agissements. Le président envoya un courrier désapprouvant la façon de faire de Stevens sans pour autant le destituer. Les personnes qui s'opposaient à Stevens perdaient tout support dans la région. La majorité des citoyens voyant les opposants de Stevens comme des alliés des Amérindiens alors que Stevens était favorable aux colons blancs. Grâce à la perception qu'en avaient les citoyens, il sera suffisamment populaire pour être élu démocratiquement au Congrès des États-Unis en 1857 et 1858.

### Guerre de Sécession
Lorsque la guerre de Sécession débute en 1861, Stevens est rappelé pour rejoindre l'armée des Nordistes. Il est alors colonel de 79e d'Infanterie de volontaires de New York. Il dirige ces troupes lors de la bataille de Lewinsville le 11 septembre 1861. Il devient brigadier général le 28 septembre 1861 et participe à la bataille de Fort Pulaski. Il conduit également une division, sous les ordres du brigadier général Henry Washington Benham, lors de la bataille de Secessionville où il perdra 25 % de ses hommes lors de l'attaque du Fort Amar.
Stevens est alors transféré en Virginie pour servir le major général John Pope. Il sera tué d'une balle dans la tête durant une charge lors de la bataille de Chantilly alors qu'il porte les couleurs du 79th New York « Highlanders ». Après la guerre, le colonel Morrison enverra le drapeau qu'Isaac Stevens tenait au moment de sa mort. Il sera ensuite inhumé dans un cimetière de Newport (Rhode Island). Il est promu major général à titre posthume en mars 1863. Son fils, Hazard Stevens, lui aussi blessé lors de cette bataille, deviendra avec P. B. Van Trump le premier homme à escalader le mont Rainier.

## Hommages
- le comté de Stevens (Washington) et le comté de Stevens (Minnesota);
- le fort Stevens à l'embouchure du fleuve Columbia de 1863 à 1947;
- le Stevens Hall sur le campus de la Washington State University.